# 比利时—刚果民主共和国关系
比利时—刚果民主共和国关系（法語：Relations entre la Belgique et la république démocratique du Congo）缘于亨利·莫顿·斯坦利对刚果河的探索。目前比利时在金沙萨设有大使馆，在卢本巴希设有总领事馆。而刚果民主共和国则在布鲁塞尔设有大使馆，在安特卫普设有总领事馆。目前这两个国家皆是联合国及法语国家及地区国际组织成员国。

## 殖民史
在斯坦利对刚果进行探险之后，利奥波德二世国王在柏林会议后最初以个人名义统治刚果，即刚果自由邦。在自由邦时期，刚果因残酷的经济政策而臭名昭著，其政策要求通过强迫劳动完成橡胶生产配额。正因为其残暴统治，该地出产的橡胶也被称为“红橡胶”。刚果自由邦于1908年10月17日被比利时吞并，更名为比属刚果。虽然之后对当地人的残酷程度不如利奥波德统治时期那么严重，但科学种族主义成为常态，这导致了许多种族冲突，其中部分冲突一直持续至今。最终，刚果民主共和国于1960年6月30日脱离比利时独立。

## 刚果独立后的政治联系
1960年刚果独立后不久，比利时与刚果关系恶化，刚果政府与比利时断交并下令驱逐比利时大使让·范登博斯。
刚果独立五十年后，比利时国王阿尔贝二世的访问引起了争议，因为据说国王的兄长博杜安与帕特里斯·卢蒙巴遇害有关。卢蒙巴的家人试图对12名比利时人提起诉讼，声称对卢蒙巴施加的酷刑和谋杀构成战争罪。
在诸多争议之中，刚果（金）通讯部长兰伯特·门德·奥马朗加批评称，“比利时政界将刚果问题视为本国内部事务的态度是不可接受的”。此前曾有指控称存在“比利时士兵受邀参加金沙萨阅兵的极为离奇且纯属虚构的事件”，这一事件引发了争议。对此，门德强调“殖民者与被殖民者之间的关系已经终结。”比利时发展合作部长夏尔·米歇尔则对这一言论表示震惊，并呼吁对比利时应予以尊重。
2008年，比利时内阁代表团访问刚果（金）期间，刚果总统约瑟夫·卡比拉表示，他对该代表团就人权问题所传达的信息表示不满。卡比拉指出：“比利时必须在其希望与刚果民主共和国建立何种关系上作出选择。它可以选择与一个主权独立国家建立成熟的伙伴关系，也可以选择一种主仆式的关系。我注意到，每当比利时代表团由外交大臣率领时，往往表现出极大的傲慢，仿佛他们是来对我们进行训诫的，这是不可接受的。刚果绝不会接受这种做法，尤其是我本人。”
2016年12月，刚果（金）总统卡比拉宣布推迟大选，尽管其任期已届满，但他不会下台。对此比利时政府宣布将“重新审视”与刚果民主共和国的双边关系，并以政治动荡为由建议本国公民避免前往刚果（金）。2017年4月，有消息称刚果政府通知比利时驻金沙萨的军事专员，决定暂停与比利时的军事合作，此举是在比利时外交大臣迪迪埃·赖恩德斯批评卡比拉总统任命新总理布鲁诺·奇巴拉之后作出的回应。
2020年6月30日，比利时国王菲利普在致刚果（金）总统的一封信中对刚果自由邦时期所发生的暴行表达了“深切的遗憾”，但并未正式道歉。2022年6月，应刚果民主共和国总统费利克斯·齐塞克迪之邀，菲利普国王对刚果（金）进行了为期一周的访问，其间将一件名为“Kakungu”的面具归还给刚果。该面具原属苏古族人，在传统疗愈仪式中使用，此前陈列于比利时中非皇家博物館。此外菲利普国王在金沙萨刚果民主共和国议会发表演讲，正式谴责比属刚果殖民时期发生的暴行，称殖民统治是“一种不平等的关系，其本质上无法被正当化，充斥着家长式管控、歧视与种族主义”。